# IC 2760
IC 2760 је спирална галаксија у сазвјежђу Лав која се налази на листи објеката дубоког неба у Индекс каталогу.
Деклинација објекта је + 12° 39' 57" а ректасцензија 11h 22m 12,7s. Привидна величина (магнитуда) објекта IC 2760 износи 15,7 а фотографска магнитуда 16,5.